# مايكل بيترسون (روائي)
مايكل بيترسون (بالإنجليزية: Michael Peterson)‏ (23 أكتوبر 1943، ناشفيل في الولايات المتحدة)؛ صحفي وروائي أمريكي. أُدين في عام 2003 بقتل زوجته الثانية، كاثلين بيترسون، التي قتلت في 9 كانون الأول 2001. وبعد ثماني سنوات، مُنح بيترسون محاكمة جديدة بعد أن حكم القاضي بأن أحد الشاهدين الأساسيين في القضية أدلى بشهادة مضللة. في عام 2017، قدم بيترسون التماس ألفورد لتخفيض التهمة لقتل غير متعمد.
لقد حازت القضية على اهتمام واسع على المنصة السينمائية والفنية حيث أنّ قضية بيترسون هي موضوع المسلسل الوثائقي الفرنسي "السلالم" (The Staircase)، والذي بدأ تصويره بعد وقت قصير من اعتقاله في عام 2001 وتابع أحداث القضية حتى تقديم التماس ألفورد في عام 2017. وفي عام 2019، أصدر «بيترسون» روايته الخاصة عن حياته منذ وفاة زوجته في مذكرات منشورة بشكل مستقل، باسم «خلف السلالم». كما وأنّ "السلالم" The) Staircase) ، وهو مسلسل قصير من إنتاج HBO Max بنفس الاسم واصدر سنة 2022 يضم كولين فيرث وتوني كوليت، يتناول قضية القتل هذه أيضًا.
جرى إنتاج العديد من الأفلام الوثائقية الأخرى حول مقتل كاثلين، بما في ذلك تكملة للفيلم الوثائقي الفرنسي لعام 2001، والبودكاست، والبرامج الإذاعية وغيرها من وسائل الاعلام.

## روابط خارجية
- مايكل بيترسون على موقع IMDb (الإنجليزية)
- مايكل بيترسون على موقع إن إن دي بي (الإنجليزية)
- مايكل بيترسون على موقع قاعدة بيانات الفيلم (الإنجليزية)